# Нарет-хенетет

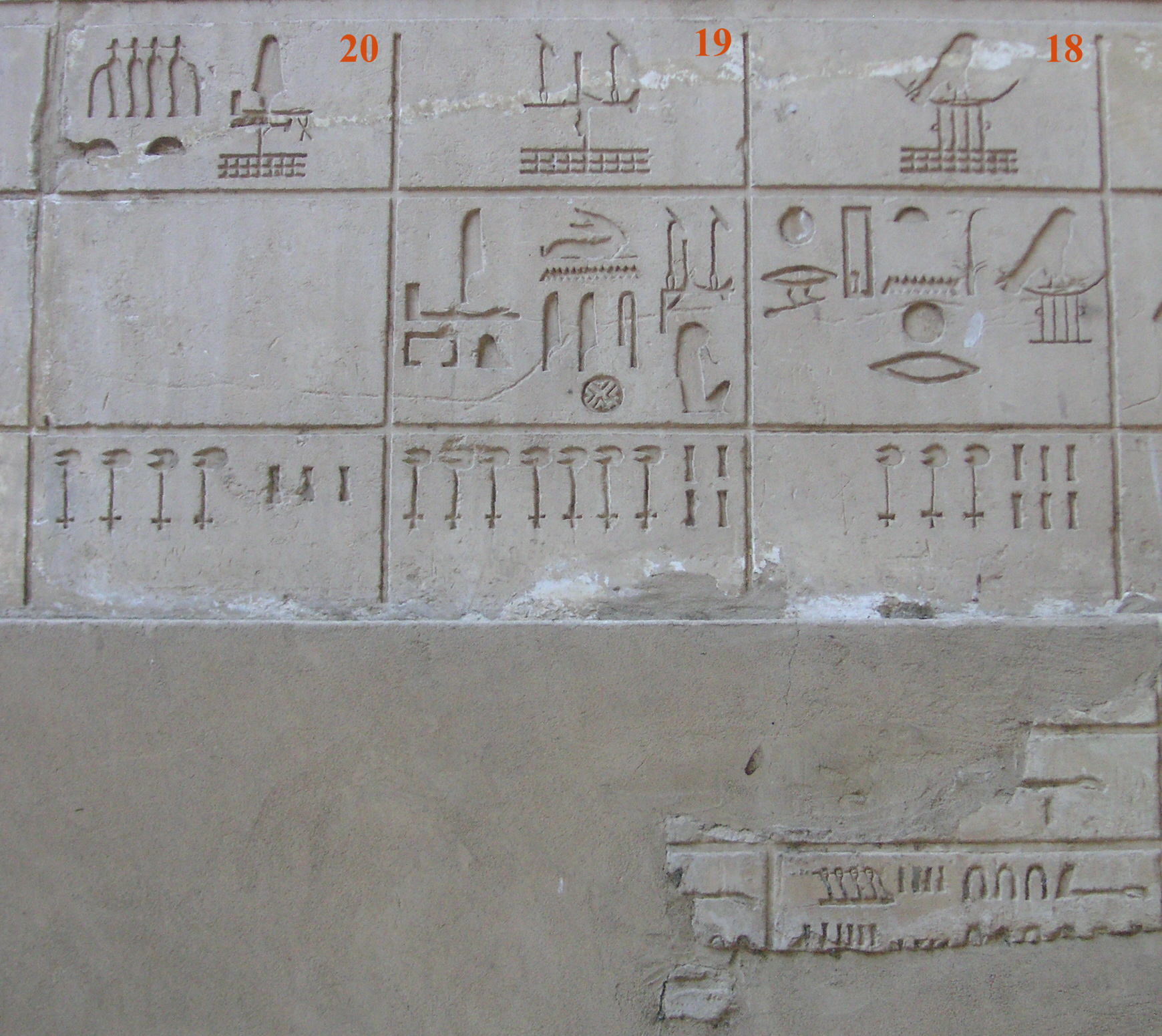
Иероглиофические обозначения номов. «Белая капелла». Карнак.

Нарет-хенетет (устар.: Ам-хент) (древнеегип. nart xntt — «Верхнее пальмовое дерево Нар») — в древности XX септ (ном) Верхнего Египта. Греческое название — Гераклеополисский ном — связано с греческим наименованием административного центра этого септа, г. Гераклеополь Великий, который по-египетски назывался Нени-несу (древнеегип. Nen-nesu или Hwt-nen-nesu — «Дом королевского ребенка»), современная локализация — Ихнасья эль-Мадина. Тотемическим покровителем данной территории были дерево Нар (его видовая принадлежность не вполне понятна, скорее всего, пальмовые) и Ихневмон («Фараонова крыса»), а основными божествами — бараноголовый бог Херишеф и любвеобильная богиня-корова Хатхор.

## История нома
Согласно египетским мифам, в центре нома, г. Гераклеополь, солнце чуть не уничтожило человеческий род, здесь же Хор сражался с Сетом, а Осирис и его сын Хор были венчаны на царство над миром людей.
Согласно Манефону, номархи Нарет-хенетет около середины XXII в. до н. э. объединили под своей властью почти весь разрозненный в тот момент Египет, основав IX династию и сделав Гераклеополь новой столицей. От той эпохи в самом Гераклеополе не сохранилось ни построек, ни некрополя правителей. К западу от Гераклеополя, в Седменте, найдены скальные гробницы времён VII, VIII, XVIII и XIX династий, а в Дешаше, к югу от Гераклеополя, гробницы времён V и VI династий. При XII династии на территории нома был воздвигнут величественный храм Херишефа, расширенный и надстроенный при царях XVIII и XXII—XXX династий. К югу от этого храма Рамсес II воздвиг второй храм (современная локализация — Ком эль-Акриба). К XI в. до н. э. на территории септа Нарет-хенетет возникло мощное поселение ливийцев-машауашей, состоявших на службе в царской гвардии. Во главе поселения стояли вожди из рода Буювава. Сын Буювава Мавасен стал главным жрецом Херишефа с титулом князя, его правнуку Шешонку, также главному жрецу Херишефа (эта должность уже передавалась по наследству в их роду), удалось жениться на царской родственнице принцессе Мехтенвешкет. Их старший сын Осоркон около 984 г. до н. э. стал царём. Следующим представителем рода на царском престоле стал племянник Осоркона Шешонк I, по традиции предков особо чтивший бога Херишефа и восстановивший ежедневную жертву этому божеству — быка. Потомки Шешонка I надёжно закрепили за собой верховную религиозную и гражданскую власть в Гераклеополисском номе на последующие 200 лет.

## Известныеномархи
| Имя                                         | Династия       | Время правления             | Дополнительные сведения |
| V династия                                  | V династия     | V династия                  | V династия |
| ------------------------------------------- | -------------- | --------------------------- | --- |
| Анти (Инти)                                 |                | XXV в. до н. э., при Сахуре | |
| Первый переходный период                    |                |                             | |
| Хети I                                      | IX династия    | после 2170 до н. э.         | Объединил практически весь Египет после 2170 до н. э., основав IX (Гераклеопольскую) династию |
| Третий переходный период (XXI—XXV династии) |                |                             | |
| Нимлот I (Намилт, N3mjlt)                   | Бубастид       | ок. 943/40—? до н. э.       | Сын царя Шешонка I. «Начальник всех войск». |
| Нимлот II (Намилт, N3mjlt)                  | Бубастид       | ок. 865—840 до н. э.        | Сын царя Осоркона II. Верховный жрец Амона с ок. 855 до н. э. |
| Птахуджанхеф (Джед-Птах-иуеф-анх)           | Бубастид       | ок. 840—820 до н. э.        | Сын Нимлота II. Наследный князь. Жена: Танетсепех III |
| Пмуи III                                    | ?              | ок. 820—805 до н. э.        | Князь. |
| Хемптах I                                   | Бубастид       | ок. 805—790 до н. э.        | Сын Птахуджанхефа и Танетсепех III. Наследный князь. Жена: Тжанкемит |
| Бакенптах                                   | Бубастид       | ок. 790—785 до н. э.        | Сын Такелота II. Князь. Начальник войск. |
| Пасенхор                                    | Бубастид       | ок. 785—775 до н. э.        | Сын Хемптаха I. Наследный князь. |
| Хемптах II                                  | Бубастид       | ок. 775—765 до н. э.        | Сын Пасенхора. Наследный князь. |
| Такелот III                                 | XXIII династия | ок. 765—755 до н. э.        | Сын царя Осоркона III. Царь Нижнего Египта Такелот III Усермаатра. |
| Пефнифдибаст Неферкара                      | ?              | ок. 755/4—720 до н. э.      | Провозгласил себя царем, затем ок. 726 г. до н.э. подчинился власти Пианхи. |
| Падиисет III                                | ?              | ок. 685—661 до н. э.        | Видимо, Нахке, упомянутый в летописи Ашшурбанипала. |
| Самтауи-Тефнахт I                           | ?              | ок. 661—630 до н. э.        | |
| Самтауи-Тефнахт II (Сам-тоу-теф-нашт)       | ?              | ок. 340—330 до н. э.        | «Повелитель, князь, казнохранитель государя, друг (царя) единственный, слуга божий Хора, владыки Хебену, слуга божий богов нома Махедж, слуга божий Сам-тау (Сам-т, бога г. Йт-xxe), бога моего, начальника округа моего, распорядитель жрецов-чистителей Сехмет во всем Египте Сам-тау-таф-нахти, сын владыки, слуги божьего Амона-Ра, владыки г. Пр-т, Джи-сам-тау-ф-анхи (Дже-сам-тоу-ф-онх), сотворенный, владычицей дома Анхи (Онх)» |